# Borrstål
Borrstål eller borrstång är en rund, sexkantig eller åttkantig stång av stål, vanligen 20-40 millimeter i diameter, som används vid bergborrning.
Vid handborrning användes en solitt borrstål men vid maskinborrning är borrstålet ihåligt för vatten- eller luftspolning. Historiskt har främst kolstål med halter på mellan 0,7 och 0,8 % kol använts, senare specialstål använts, bland annat legeringar med krom eller molybden.
Ett borrstål kan även syfta på den aktiva roterande delen av en borr.